# Devastator
A Devastator (magyarul: Pusztító) egy csillagromboló a Csillagok háborúja univerzumában, ami Darth Vader személyes zászlóshajója volt egy darabig, miután hogy az Executort választotta zászlóshajónak. Részt vett a Tantive IV elfogásában a Tatuin rendszerben.

## Leírása

### Mérete
A többi csillagrombolóhoz hasonlóan ez is 1600 méter hosszú volt, a szélessége és a tömege még nem ismert.

### Fegyverzet
A Devastator rendelkezett ionágyúkkal, turbólézerekkel, ütegekkel és sok más fegyverzettel. A csillagromboló alatt voltak a vonósugarak is, amivel könnyen be tudnak vontatni bármilyen ellenséges hajókat.

### Parancsnoki híd
A parancsnoki híd a csillagromboló hát oldalán helyezkedett el. Tetején voltak a pajzsgenerátorok és a kommunikációs torony is.

### Meghajtás
A Devastator meghajtását ionhajtóművek biztosították. Fel volt szerelve hiperhajtóművel, a hiperűr utazáshoz.

## Története
A Devastator volt az utolsó Birodalmi I. osztályú csillagromboló a galaxisban, amit a Kuat Drive Yards gyáraiban készítettek, mielőtt elkezdték megalkotni a Birodalmi II. osztályú csillagrombolókat. Ennek ellenére mégis az egyik legmodernebb hajónak számított. A Devastator számos újjáépítésen esett keresztül, hogy minél erősebb fegyverzettel rendelkezzen.
Y. e. 0-ban a Devastator Darth Vader zászlóshajója volt a Lázadó Szövetség ellen. Amikor Tarkin értesítette Vadert, hogy a lázadók megtámadták a Scarifet, Vader személyesen intézte el a flottájukat. Sok korvettet és szállítóhajó pusztított el, és legyőzték a zászlóshajójukat a Profundityt. Rájött, hogy a Halálcsillag terveit megszerezték. A lázadók továbbították a tervrajzokat a Tantive IV-re és a Devastator üldözőbe vette.
Amikor a Tantive IV a Tatuinhoz ért, egy csata alakult ki a két hajó között. Sikeresen le tudták bénítani a hajót, és megküzdeni a lázadókkal. Viszont nem sikerült megszerezni a tervrajzokat, mert Leia Organa R2-D2-ba rejtette el. Sikeresen megszökött C-3PO-val. Utánuk küldött egy osztagot.
Vader nem sokkal a yavini csata után egy személyt Cylot követte egy csillagköd felé, hogy információkat tudjon meg. Amin a csillagromboló közeledett a csillagködhöz, sok hajó elmenekült. Vader TIE vadászokat küldött rájuk. Azonban Cylo hajója elpusztult, ezért az Executorra ment, amit sikerült egy ion pulzussal megbénítani. De Cylo vesztett és Vader megölte. Ezek után Vader a Kuat-hoz ment az Executor építési munkálataihoz. Ennek köszönhetően Cylo legyőzése miatt Palpatine császár odaadta Vadernek, hogy az Executor legyen az új zászlóshajója. Vader zászlóshajója az Executor lett. De a Devastator továbbra is a Birodalomhoz tartozott.
Később a Devastator parancsnoka Jhared Montferrat nagymoff lett. Részt vett a Hothi csatában, ahol sikeresen el tudta pusztítani az Echo Bázist. Y. e. 0-ban az Endor holdhoz irányították, hogy a többi csillagrombolóval csapdába csalja a lázadókat. Ekkor még mindig Jhared Montferra nagymoff tulajdonában állt. Viszont megsemmisült az endori csatában, mivel több lázadó hajó bombázta és egy láncreakciós robbanás megsemmisítette az egész hajót.

## Megjelenése Csillagok háborúja művekben

### A filmekben
- Zsivány Egyes – Egy Star Wars-történet
- Csillagok háborúja IV: Egy új remény "első megjelenés"

### A könyvekben
- Claudia Gray: Star Wars: Elveszett csillagok
- Zsivány Egyes – Egy Star Wars-történet (regényváltozat)
- Csillagok háborúja IV: Egy új remény (regényváltozat), (eredeti címe: Csillagok háborúja)
- Star Wars: Új remény – A hercegnő, a cseléd és a farmer fiú
- Claudia Gray: Star Wars: Vérvonal (csak megemlítve)

## További információ
Képek az interneten a csillagrombolóról